# František Daniel Merth

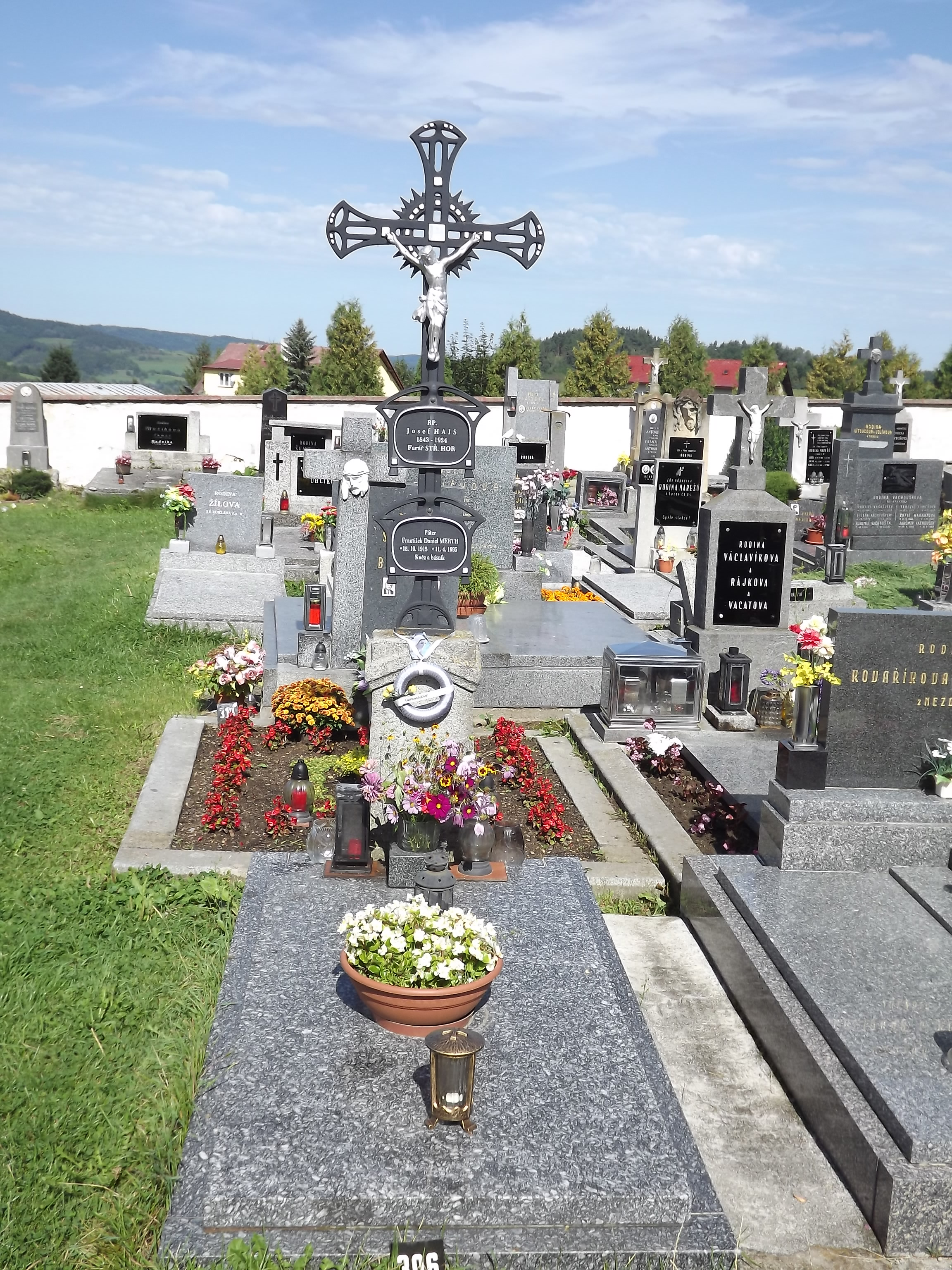
Grab von František Daniel Merth

František Daniel Merth (* 18. Oktober 1915 in Jindřichův Hradec; † 11. April 1995 in Strašín) war ein katholischer Priester und Dichter.

## Leben
Merth studierte Theologie und wurde 1942 zum Priester geweiht. Anschließend arbeitete er als Seelsorger an der St.-Prokop-Kirche in Budweis und veröffentlichte sein Erstlingswerk „Refrigerium“. Nach der Übernahme der Macht durch die Kommunisten 1948 wurde er inhaftiert und wegen angeblicher Verbreitung „staatsgefährdender“ Schriften zu fünf Jahren Arbeitslager verurteilt. Nach seiner Entlassung 1953 durfte er keine seelsorgliche Tätigkeit ausüben und erst während der kurzen Spanne des Prager Frühlings zwischen 1966 und 1968 einige Gedichte veröffentlichen. Nach der Entlassung des Budweiser Bischofs Josef Hlouch aus der Internierung erhielt auch Merth 1970 die Erlaubnis zur Ausübung einer seelsorglichen Tätigkeit. Kurz danach erschien mit staatlicher Genehmigung sein zweites Werk. Trotzdem wurde er nach kurzer Zeit in die abgelegene Pfarrei Strašín versetzt und weitere Veröffentlichungen verboten.
In Strašín konzentrierte er sich neben der seelsorglichen Tätigkeit auf seine Dichtungen, die jedoch geheim bleiben mussten. In einem seiner Briefe beschrieb er seine Situation so: „Ich kann nicht durch Verbitterung geschlagen werden, da ich sehr viel Ruhe, Einsamkeit und den einfachsten Tagesablauf habe.“ In den 1980er Jahren wurde Strašín Wallfahrtsort für die Verehrer der Jungfrau Maria von Strašín aber auch für die Bewunderer von Merth und seiner Dichtung. Seine Gedichte erschienen im Samisdat-Verlag.
Nach der politischen Wende von 1989 veröffentlichte er die Gedichtsammlungen „Matutinum“, „Zastavení“, und „Zápisy“, die eine hohe Würdigung erfuhren. 1994 erhielt Merth eine Anerkennung der Tschechischen Bischofskonferenz und 1995 den „Jan-Zahradníček-Preis“. Sein Grab befindet sich auf dem Friedhof von Strašín.
| Personendaten    | Personendaten                     |
| ---------------- | --------------------------------- |
| NAME             | Merth, František Daniel           |
| KURZBESCHREIBUNG | katholischer Priester und Dichter |
| GEBURTSDATUM     | 18. Oktober 1915                  |
| GEBURTSORT       | Jindřichův Hradec                 |
| STERBEDATUM      | 11. April 1995                    |
| STERBEORT        | Strašín                           |